# 叶赫满族镇
叶赫满族镇，是中华人民共和国吉林省四平市铁东区下辖的一个乡镇级行政单位。2019年被评为中国文化百强镇。

## 行政区划
叶赫满族镇下辖以下地区：
叶赫那拉社区、白木匠村、板仓子村、东升村、双合村、新立村、兴隆村、杨木林子村、叶赫村、英额堡村、营盘村、永合村、张家村和砬子沟村。